# Gonomyia conquisita
Gonomyia conquisita är en tvåvingeart som beskrevs av Alexander 1936. Gonomyia conquisita ingår i släktet Gonomyia och familjen småharkrankar. Inga underarter finns listade i Catalogue of Life.